# More Mess
More Mess is een nummer uit 2017 van de Franse dj Kungs, met vocalen van de Britse zanger Olly Murs en de Belgische zangeres Coely.
Het dansbare popnummer werd een klein hitje in Frankrijk, België en Nederland. In Frankrijk bereikte het een bescheiden 20e positie. In Vlaanderen bereikte het nummer 1e positie in de Tipparade, en in Nederland de 12e positie in de Tipparade.